# Цареубийство
Сакралното цареубийство в Средновековието се е смятало за начин, чрез който се запазва орендата („божествените“ качества и способности) на владетеля и се предава на наследяващия престола.